# Greveraden-Altar
Der Greveraden-Altar ist ein Retabel des flämischen Malers Hans Memling von 1491. Ursprünglich für die Familienkapelle im Lübecker Dom bestimmt, befindet sich der doppelflügelige, ausschließlich mit Malerei gestaltete Flügelaltar heute im St.-Annen-Museum in Lübeck.

## Geschichte
Der Altar geht zurück auf eine testamentarische Stiftung von Adolf Greverade, der zunächst als hanseatischer Kaufmann in Flandern war, dann eine geistliche Laufbahn einschlug und Domherr in Lübeck wurde. Zu Lebzeiten und durch sein Testament sorgte er für Stiftungen für zwei Lübecker Kirchen und deren Ausstattung mit Kunstwerken von europäischem Rang. Schon sein Vater war 1462 einer der Stifter der Marientiden-/Sängerkapelle in der Marienkirche gewesen. Doch mit der Generation von Adolf und seinem Bruder Heinrich „sind einige der spektakulärsten frommen Stiftungen an die Kirchen der Hansestadt verbunden“. Dazu gehören neben dem Retabel von Memling im Dom die Gregorsmesse von Bernt Notke und ein Altar von Hermen Rode in der Marienkirche, die beide beim Luftangriff auf Lübeck am 29. März 1942 verbrannten.

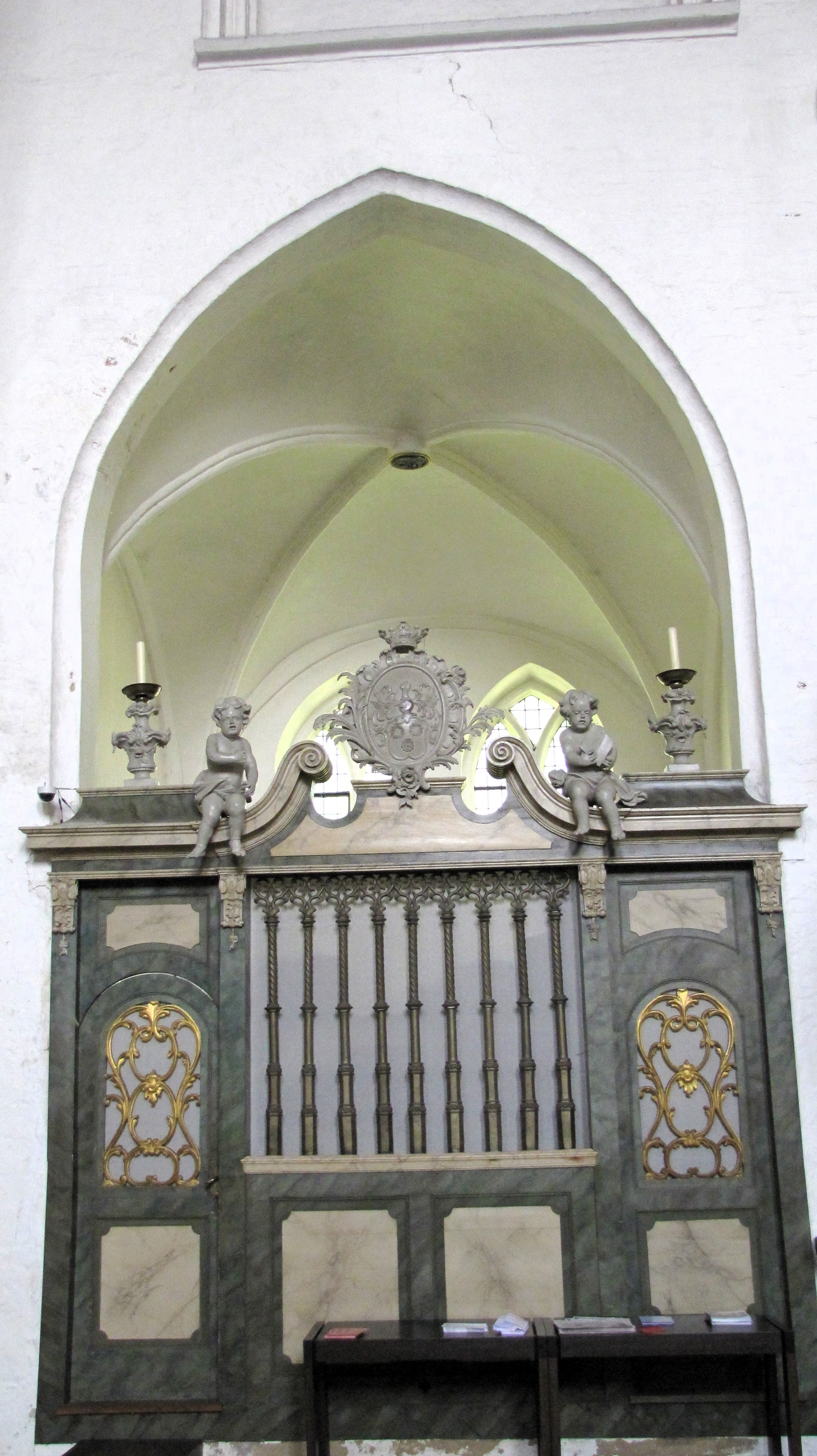
Greveradenkapelle im Dom, Schrankenwerk von 1769

Am 30. April 1504 bestätigte Bischof Dietrich II. Arndes Hinrich Greverade sowie den anderen Testamentsvollstreckern von Adolf Greverade die Stiftung einer Vikarie im Lübecker Dom. Mit einem Stiftungskapital von 600 Mark Lübsch ausgestattet, wurde sie in der alten Marienkapelle des Domes angesiedelt, der vierten Kapelle von Westen her des nördlichen Seitenschiffs. Dafür wurde aus dieser Kapelle eine der beiden dortigen älteren Vikarien verlegt. Die Vikarie erhielt den Titulus Zum Heiligen Kreuz und den Heiligen Johannes der Täufer, Hieronymus, Blasius und Ägidius. Etwas später wurde auch eine nova preciosa tabula, also ein neues schönes Altarbild erwähnt.
Der Künstler blieb im Dunkeln oder geriet nach der Reformation in Vergessenheit. Erstmals wurde der Altar 1846 von Gustav Friedrich Waagen als Werk Memlings erkannt, wenngleich der französische Diplomat Charles Ogier (1595–1654) bereits bei einem Besuch in Lübeck 1636 den Zusammenhang mit dem Danziger Retabel Das Jüngste Gericht bemerkt hatte.
Der Altar, der bald als Sehenswürdigkeit galt und schon 1825 auf Anregung Carl Friedrich von Rumohrs durch Carl Julius Milde und Erwin und Otto Speckter lithographisch und dann vielfach abgebildet wurde, blieb zunächst über Jahrhunderte an seinem Platz. Die Kapelle, die unter der Verwaltung der Greveraden- und Warneböken-Stiftung stand, erhielt 1769 ein neues Schrankenwerk unter Verwendung von Teilen des gotischen Messing-Gitters nach einem Plan des Ratsbaumeisters Johann Adam Soherr. Das übrige Messing wurde an den Ratsgießer Johann Hinrich Armowitz verkauft. Zwei Putten mit Kreuz und Bibel umrahmen das Wappen der Familie Greverade. 1883 wurden die Wände der Kapelle mit „Glasplatten“ ausgelegt; im Jahr darauf erhielt sie eine neue Ausmalung.
Im 20. Jahrhundert stand der Altar mehrfach im öffentlichen Interesse: Nachdem es in den 1920er Jahren zu Angeboten gekommen war, den Altar zu kaufen, ließ die Stadt Lübeck 1930 durch ein Gutachten „die Eigentumsverhältnisse der Kunstgegenstände in Lübeckischen Kirche“ klären. Im Ergebnis wurde das Eigentum der Greveraden- und Warmböken-Stiftung, vertreten durch die Stiftungsverwaltung der Hansestadt Lübeck, festgehalten. 1939 wurde der Altar als Akt nationalsozialistischer Kultur-Außenpolitik zur Memling-Gesamtausstellung nach Brügge geschickt. Die Stadtverwaltung verwies in diesem Zusammenhang jedoch darauf, dass sie lediglich als Treuhänder für die Stiftung fungiere und eine dauernde Abgabe des Altars, wie von nationalsozialistischen Funktionären gewünscht, nicht in Betracht käme.
Nach seiner Rückkehr nach Lübeck blieb der Altar für die Dauer des Zweiten Weltkriegs in seiner Transportkiste, was ihn 1942 vor der Zerstörung rettete. 1948 brachte der damalige Bischof Johannes Pautke einen Verkauf des Altars aufs Neue ins Spiel, um damit die immensen Kosten für die Rettung der kriegszerstörten Lübecker Kirchen zu begleichen. Die Stadt als Stiftungsverwalterin überließ den Altar jedoch im selben Jahr der Sammlung des St.-Annen-Museums, wo er bis heute ausgestellt ist, während alle anderen Flügelaltäre aus dem Dom wieder dorthin zurückgekehrt sind.

## Bedeutung
Im Gegensatz zu allen anderen erhaltenen Retabeln dieser Zeit in Lübeck gibt es keinen Medienwechsel zwischen Malerei und Skulptur, der Altar besteht ausschließlich aus Tafelgemälden. Er wirkt daher „wie ein Fremdkörper unter den Werken der spätmittelalterlichen Lübecker Retabelkunst“. Das Retabel veranschaulicht „wie kein zweites Beispiel den durch die Hanse bedingten Kulturtransfer und die Rezeption zeitgenössischer künstlerischer Tendenzen“ um 1500.

## Beschreibung
Das Retabel ist ein Spätwerk des 1494 gestorbenen Hans Memling. Das in seiner Grundform 2,05 m hohe und 1,50 m breite Doppel-Triptychon besteht aus insgesamt neun einzelnen Eichenholz-Tafeln, die drei unterschiedliche Ansichten ermöglichen und auf denen die Gemälde in Tempera und Öl auf Kreidegrund aufgebracht sind. Eine Predella ist nicht vorhanden. Die Scharniere sind original; die Vergoldung des Rahmens wurde im 19. Jahrhundert restauriert. Das Schloss wurde ersetzt. Die meisten blauen Kleidungsstücke sind stark nachgedunkelt.

### Außenansicht

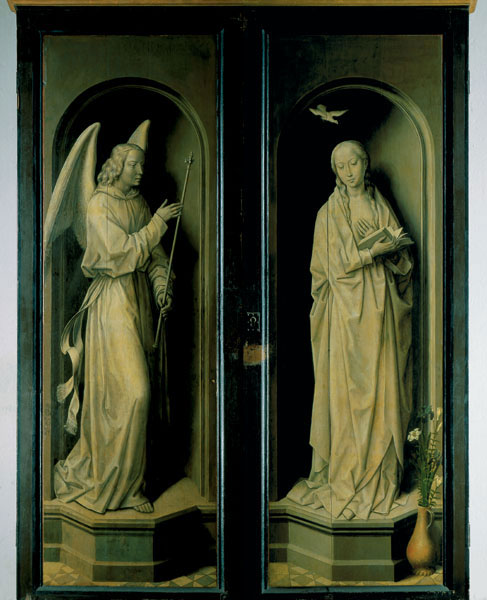
Geschlossene Ansicht

Ist der Schrein vollständig geschlossen, so ist eine Verkündigungsdarstellung mit dem Erzengel Gabriel und Maria zu sehen. Sie ist in Grisaille-Malerei ausgeführt, die die Figuren wie Statuen in Nischen erscheinen lässt.

### Erste Wandlung: Die vier Heiligen
Die zweite Ansicht des Retabels besteht aus vier doppelt gegliederten inneren Flügeln. Sie stellen einen kapellenartigen, offenen Raum mit einem Tonnengewölbe dar, das von drei Säulen getragen wird. Von den vier heiligen Patronen nehmen Blasius von Sebaste links und Ägidius rechts die Rückseite des ersten Flügelpaares und Johannes der Täufer links und Hieronymus rechts die Außenseite des zweiten Flügelpaares ein. Die Heiligen sind in jeweils charakteristischer Tracht und mit ihren Attributen dargestellt: Blasius mit Kasel, Krummstab und Mitra mit einer Kerze in der Hand und seinem Marterwerkzeug, dem Wollkamm zu seinen Füßen, Johannes der Täufer, der auf das Lamm Gottes zeigt, Hieronymus in Kardinalskleidung mit dem Löwen und Aegidius als Abt mit Krummstab, Hirschkuh und Pfeil. Auf der mit Goldbrokat reichbestickten Kasel des Blasius sind Apostel dargestellt. Blasius und Johannes der Täufer waren zwei der Patrone des Doms, Hieronymus wurde in besonderer Weise von der Familie Greverade verehrt.

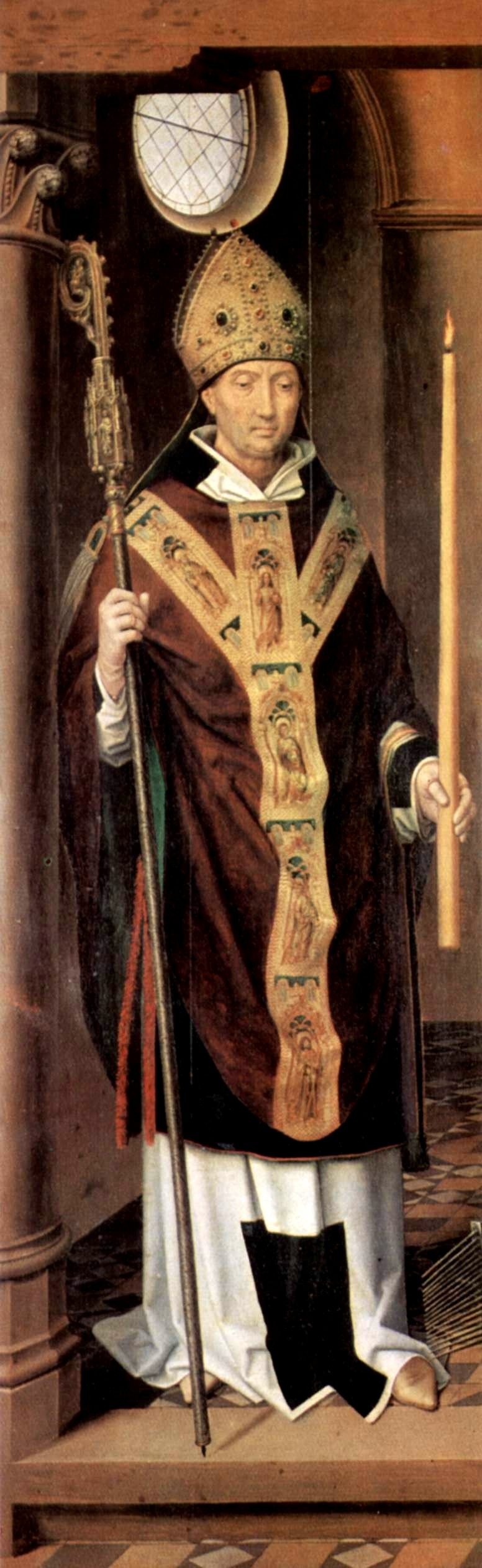
Blasius
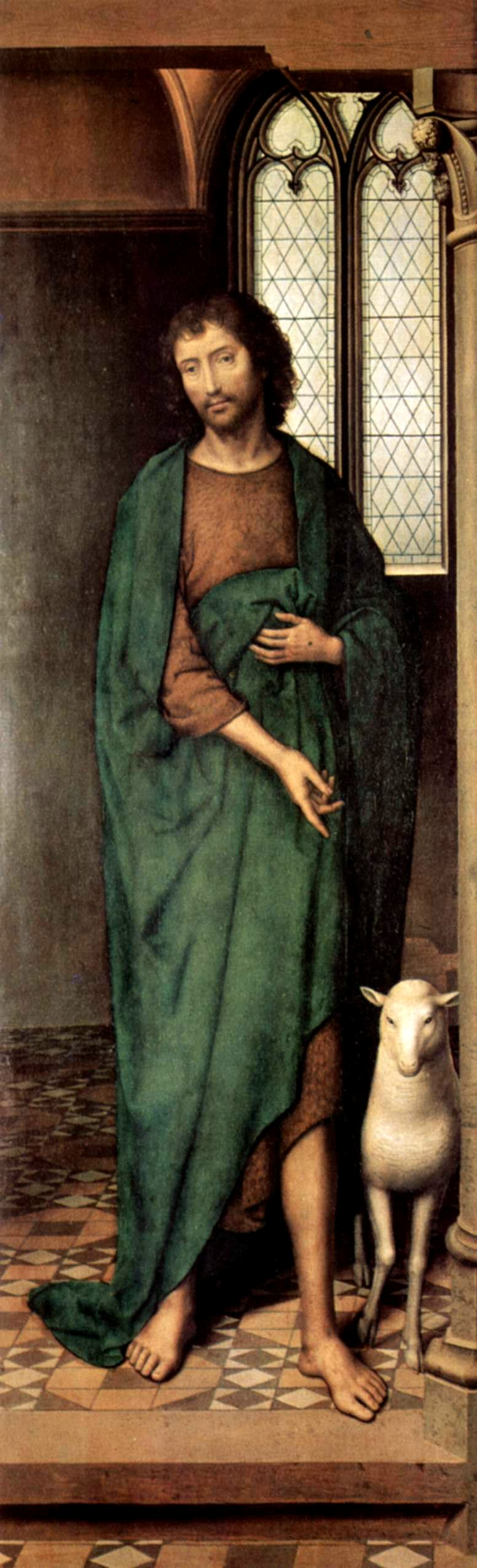
Johannes der Täufer
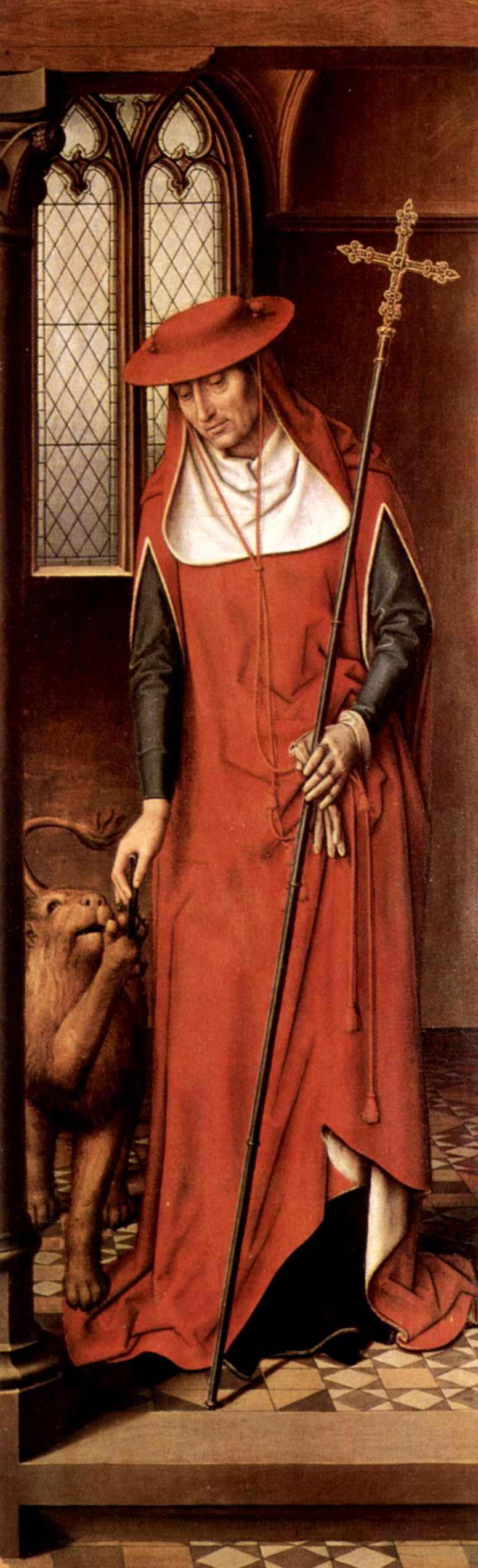
Hieronymus
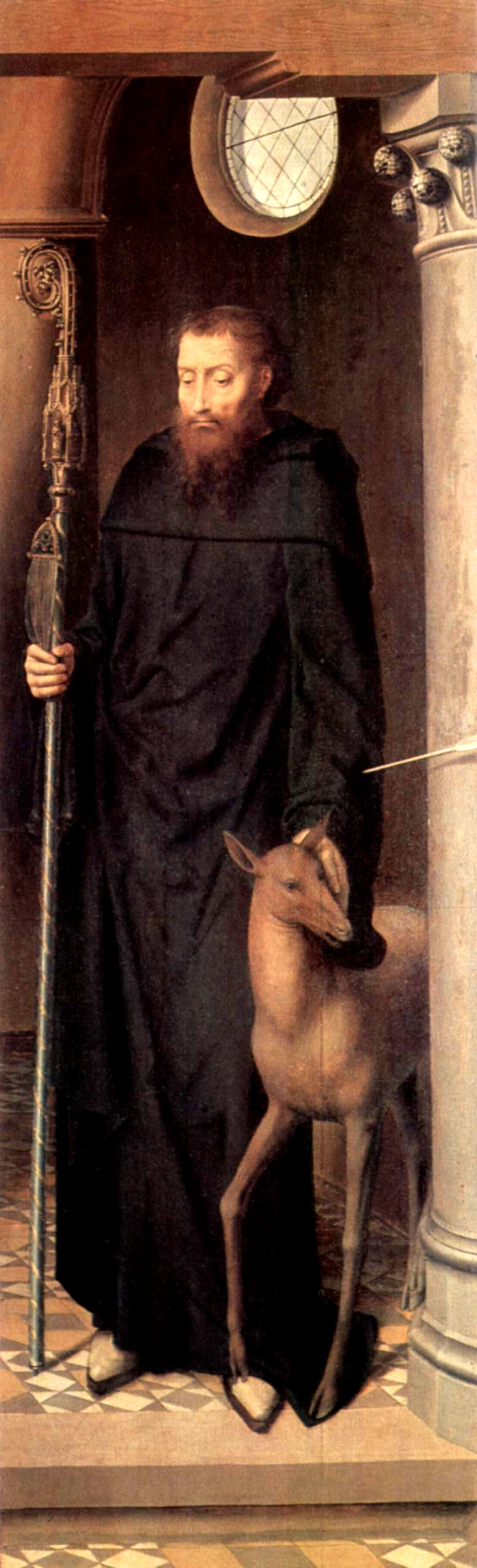
Aegidius

### Zweite Wandlung: Passion, Kreuzigung und Auferstehung
Dem Haupt-Patrozinium der Kapelle Zum Heiligen Kreuz entsprechend, werden bei der zweiten Wandlung die Haupttafel mit einer vielfigurigen Kreuzigung, einem volkreichen Kalvarienberg sowie die Innenseiten des zweiten Flügelpaares sichtbar, mit links der Kreuztragung und weiteren Passionsszenen im Hintergrund, und rechts Grablegung und Auferstehung. Die Darstellung zeigt, beginnend auf dem oberen Rand des linken Flügels im Morgengrauen und endend am oberen Rand des rechten Flügels in der Abenddämmerung in 16 Szenen nahezu die gesamte Passions- und Auferstehungsgeschichte, eingebettet in eine mittelalterliche Stadtkulisse links und eine bergige Landschaft rechts; sie orientiert sich dabei an Memlings Turiner Passions-Panorama von 1470/71.

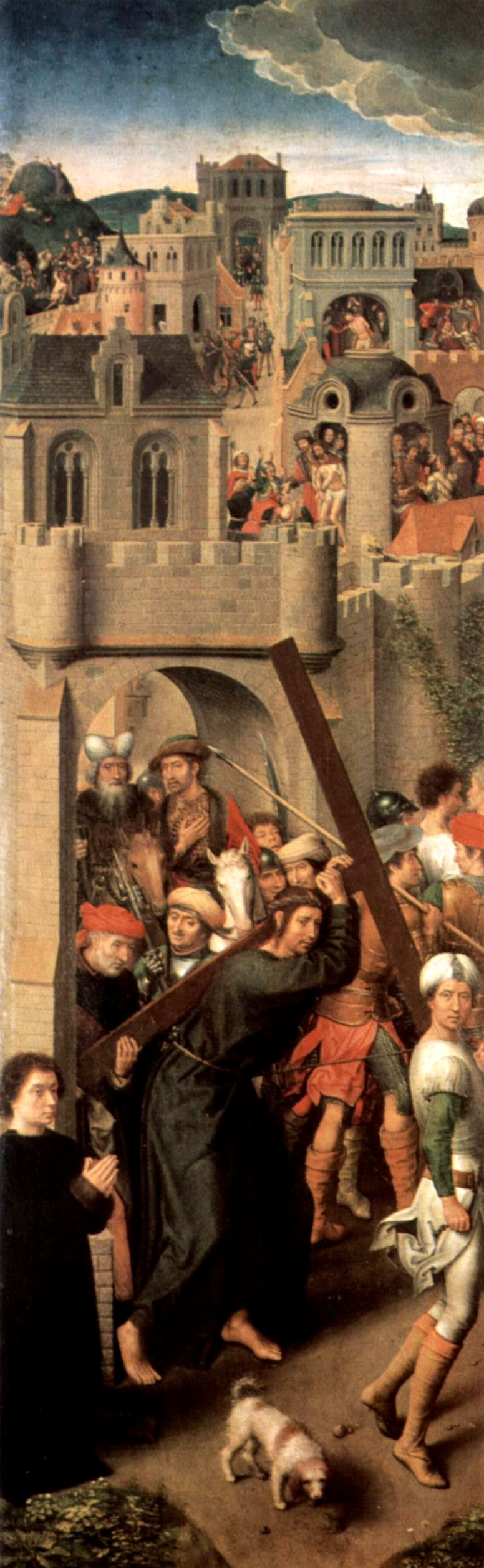
Linker Flügel
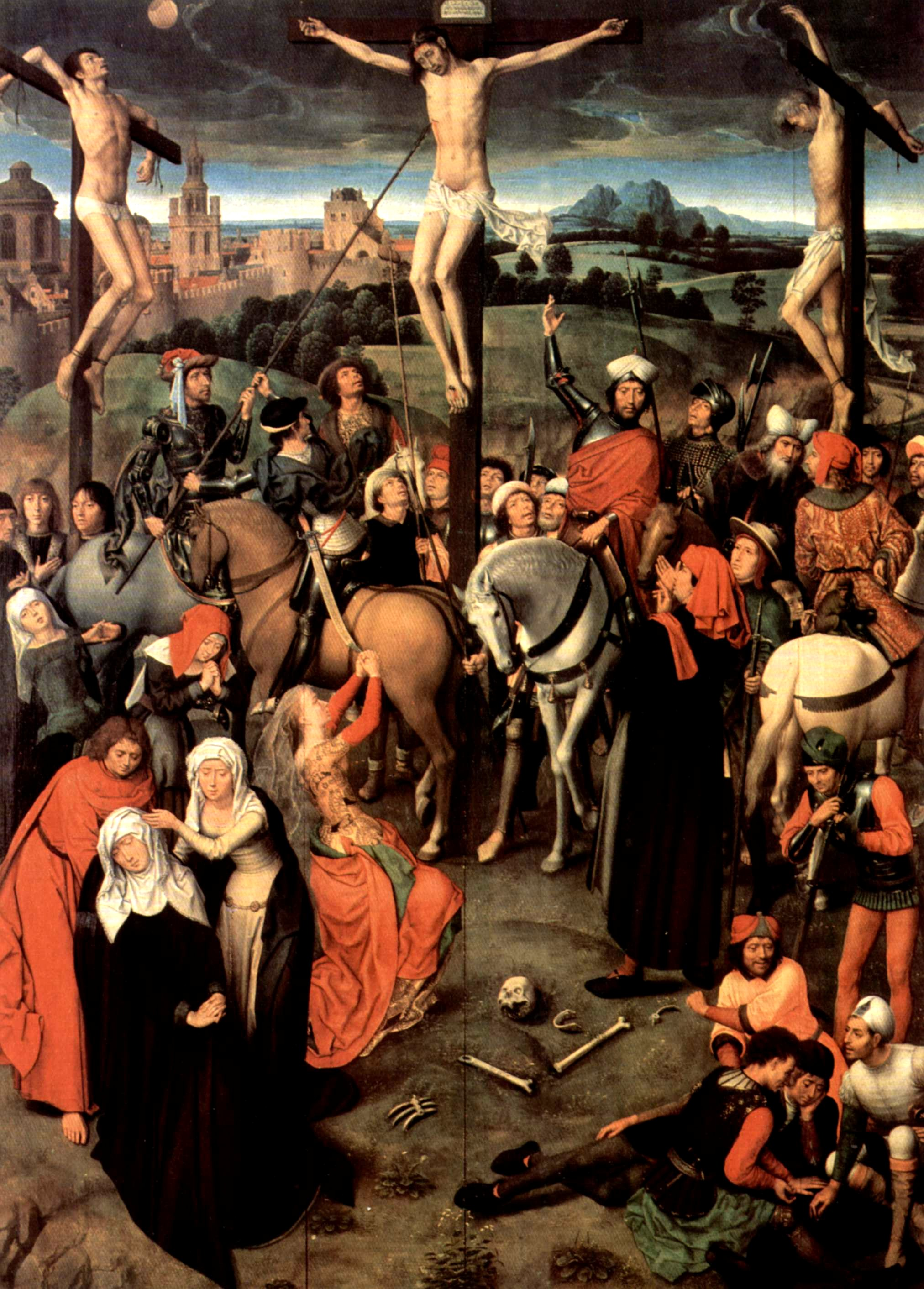
Mitteltafel
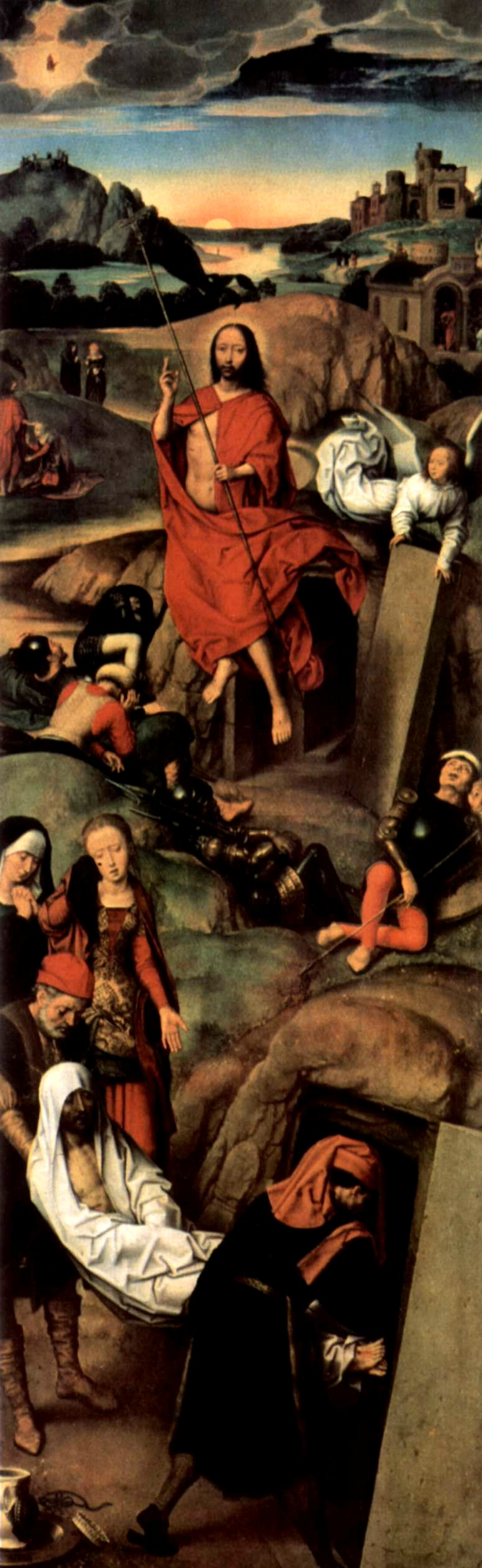
Rechter Flügel

#### Linker Innenflügel

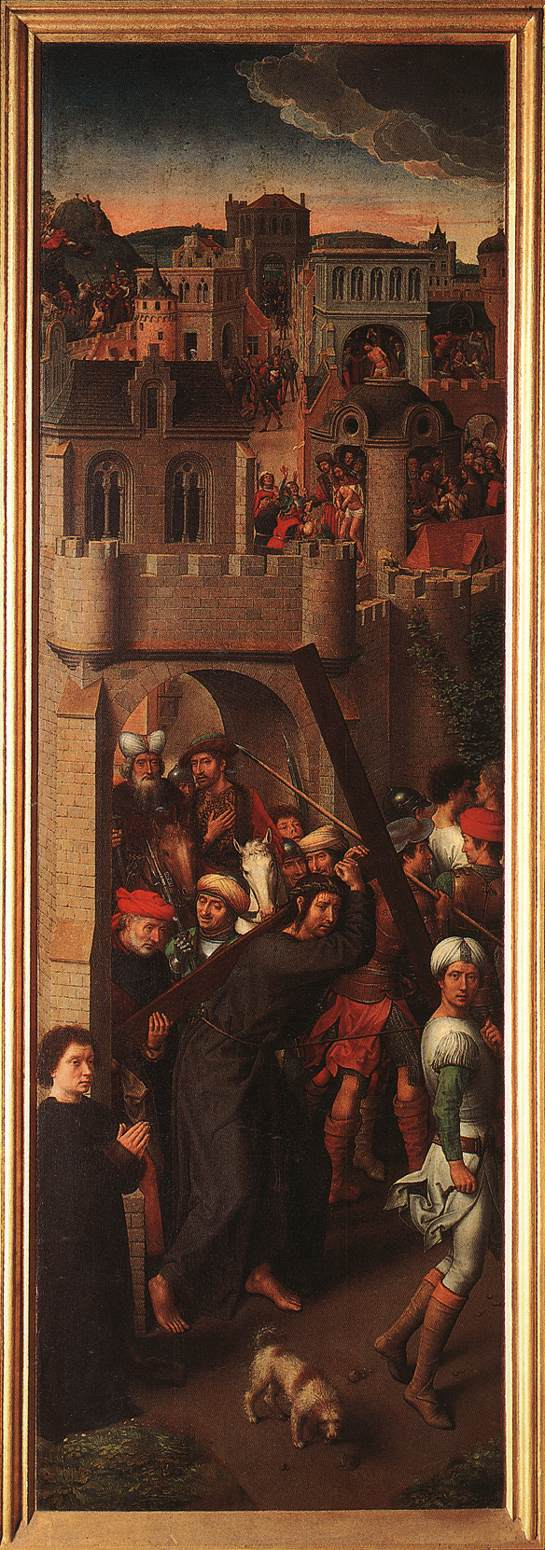
Die Kreuztragung: Linker Innenflügel

Die Passionsdarstellung beginnt links oben (1) mit der Ölbergszene. Darunter (2) eine kompakte Darstellung der Gefangennahme Jesu mit dem Judaskuss und der Szene, in der Petrus das Ohr des Malchus abschlägt. Links davon der fliehende Jüngling (Mk 14,52 ). Die Szene ist im Morgengrauen dargestellt, hinter den Hügeln ist die Sonne kurz vor dem Aufgehen.
Die folgenden Szenen sind im Inneren der Stadt Jerusalem angesiedelt. Die Stadt ist durch eine Reihe von romanisch anmutenden Gebäuden und Torwegen dargestellt, in denen sich das Geschehen abspielt. Ganz oben betritt Jesus, bewacht durch eine Eskorte, die Stadt. Er wird zum Haus des Hohenpriesters Kajaphas geführt (3). In einem seitlichen Portal sieht man die Szene der Verleugnung des Petrus; der krähende Hahn ist in einem Fenster des Turmes links daneben dargestellt.
Die folgenden Szenen spielen im bzw. vor dem Palast des Pontius Pilatus: Geißelung (4) und Dornenkrönung (5); darunter Ecce Homo (6) und Handwaschung des Pilatus (7).
Den größten Reil des Flügels nimmt die Kreuztragung (8) ein, die unmittelbar vor dem Tor und den Mauern der Stadt gezeigt wird, am Beginn des Aufstiegs nach Golgotha. Man erkennt Pilatus an seiner Kopfbedeckung und seinem Mantel; an seiner Seite ein jüdischer Würdenträger zu Pferd, vielleicht Kajaphas. Simon von Cyrene hilft das Kreuz tragen. Die zwei Verbrecher, die mit Christus gekreuzigt werden, befinden sich an der Spitze des Zuges. Christus sieht den Betrachter des Retabels an. Neben ihm kniet am linken Bildrand der Stifter, wohl Adolf Greverade, der mit porträthaften Zügen dargestellt ist. Zusammen mit einem Hund und einem den Betrachter direkt anschauenden Soldaten bildet er ein Proszenium.

#### Mitteltafel

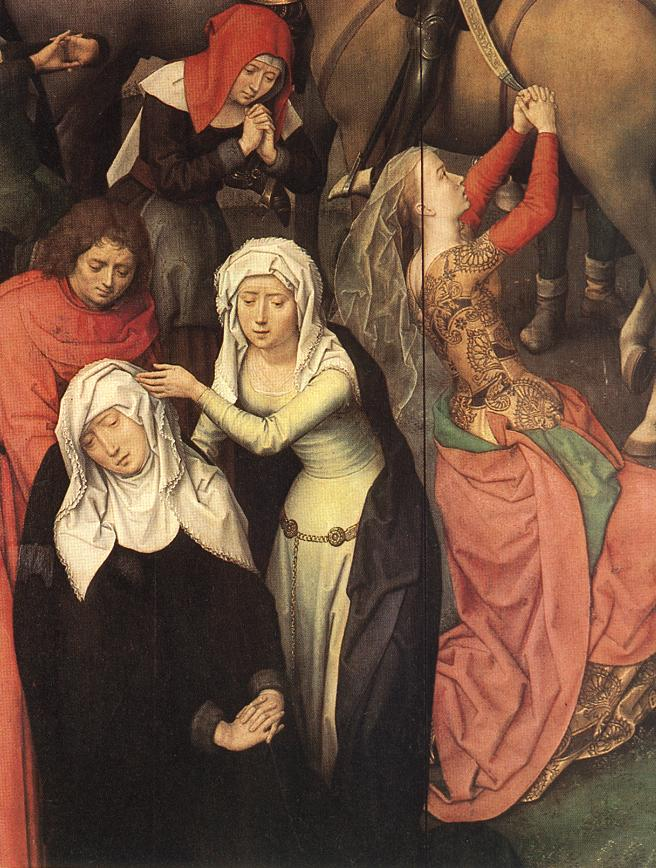
Die Frauen und Johannes unter dem Kreuz (Detail der Mitteltafel)

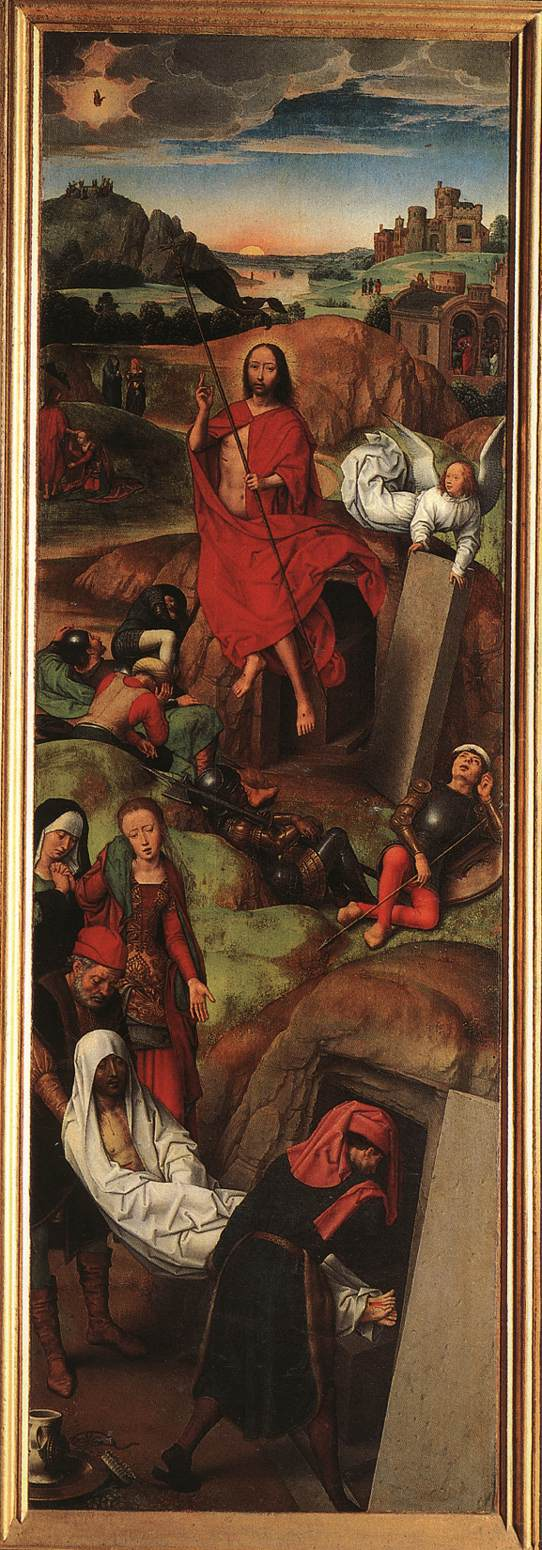
Die Auferstehung: rechter Innenflügel

Die Mitteltafel stellt die Kreuzigung Jesu dar. Der Kreuzeshügel Golgotha ist ein kaum abgerundetes, grasbewachsenes Plateau. Der dargestellte Moment ist der, in dem zwei Soldaten zu Pferd, von denen einer Longinus ist, den gekreuzigten Jesus mit einer Lanze in die Seite stechen. Auf der anderen Seite des Kreuzes sieht man den bekehrten Centurio, der auf Jesus als den Sohn Gottes zeigt. In den westfälischen Altarbildern, denen Memling folgt, wird der Speer von zwei Personen getragen, einem Blinden und einem Soldaten, der ihn führt. Der bekehrte Centurio trägt normalerweise ein Banner (hier nicht vorhanden) mit der Aufschrift „Vere Filius Dei erat iste“ (Dieser ist wahrlich Gottes Sohn gewesen, Matthäus 27,54 ). An weiteren Personen sind zu erkennen: Pontius Pilatus mit seiner Pelzmütze links vom Kreuz und Blick nach oben, Kajaphas, zu Pferd mit einem zweizackigen Turban; im Gespräch mit einem Pharisäer davor Nikodemus, der eine rote Haube trägt; der Mann im weißen Turban, der auf der linken Seite im Vordergrund stand, sitzt jetzt rechts unter dem Kreuz mit den Soldaten zusammen, die um das Gewand Jesu würfeln. Ihnen gegenüber auf der linken Seite (zur Rechten des Kreuzes) zeigt Memling vier Marien statt der traditionellen drei: Maria Kleophae im weißen Schal und Maria, die Mutter von Jakobus dem Jüngeren, mit rotem Schal, an ihrer Seite die händeringende Maria Magdalena im Brokatkleid und mit aufgelöstem Haar; die zusammengesunkene Mutter Jesu wird von Maria Salome und ihrem Sohn, dem Apostel Johannes gestützt. Im sonst leeren mittleren Bereich unmittelbar unter dem Kreuz sieht man menschliche Knochen, der Legende nach die Knochen Adams, dessen Ursünde durch den Tod Christi aufgehoben wird. Von den beiden zusammen mit Jesus gekreuzigten Verbrechern (Schächer) wird der linke (zur Rechten des Kreuzes) mit erhobenem Gesicht als bekehrt und gerettet dargestellt, im Gegensatz zum Verbrecher rechts. Wie üblich sind der Mond links und die Sonne rechts durch die Finsternis bei der Kreuzigung Jesu verschleiert.
Drei Personen am Fuße des Kreuzes des „guten Schächers“ scheinen Porträts zu sein. De Vos erwähnt eine spektakuläre Hypothese von Hans Gerhard Evers, wonach es sich von links nach rechts um die Maler Michael Wolgemut, Albrecht Dürer in seiner Jugend und Memling selbst handeln könnte. Durch Infrarot-Reflektographien wurde inzwischen jedoch festgestellt, dass die drei Brustbilder nachträglich hinzugefügt wurden. Es wird sich vermutlich um die Nachlassverwalter der Greverade handeln, die für die Aufstellung des Altars gesorgt haben.

#### Rechter Innenflügel
Der rechte Flügel stellt die Auferstehung Jesu dar. Die Ostergeschichte wird auf diesem Flügel in aufsteigender Richtung von unten nach oben erzählt. Die erste Szene ist die Grablegung Jesu durch Josef von Arimathäa und Nikodemus in Gegenwart von Maria, der Mutter Jesu, und Maria Magdalena. Darüber sieht man die Auferstehung mit einem schwebenden Christus. Hinten, links vom auferstehenden Christus, ist eine kleine Noli-me-tangere-Szene dargestellt, darüber zwei Marien auf dem Weg und rechts ein kleines Haus mit der Begegnung des Auferstandenen mit dem Apostel Thomas. Auf einem sich darüber windenden Weg sieht man die zwei Jünger auf dem Weg nach Emmaus und ganz oben die Erscheinung Christi am See mit Petrus, der auf ihn zuläuft, und schließlich die Himmelfahrt Jesu.

## Kopie in Budapest

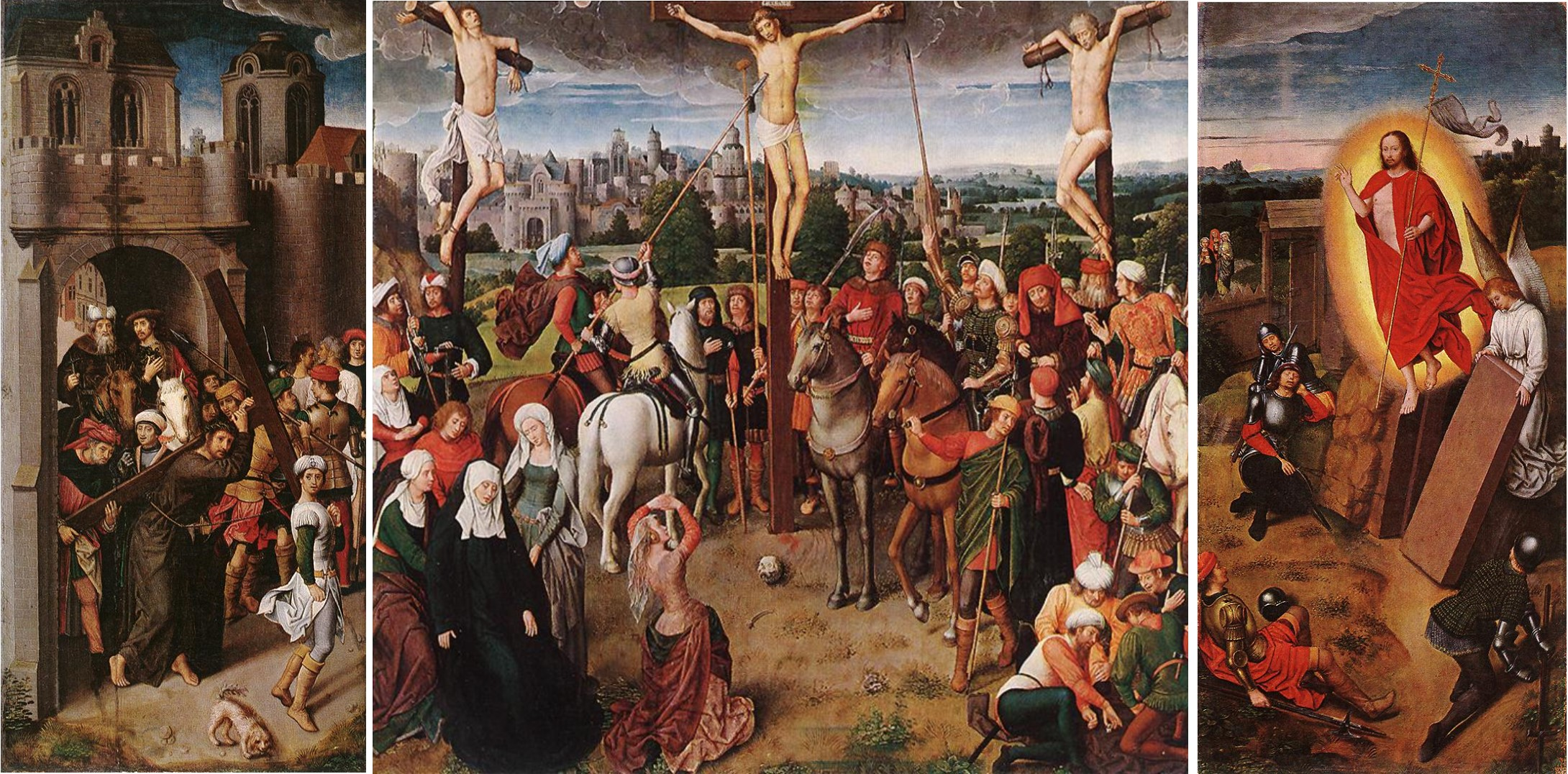
Budapester Altar

Dem Greveraden-Altar eng verwandt ist ein wesentlich kleineres Triptychon, das sich heute im Szépművészeti Múzeum in Budapest befindet. Es gilt als Kopie, die vermutlich in Brügge angefertigt wurde, bevor der Greveraden-Altar nach Lübeck verschifft wurde.